# Celtis tikalana
Celtis tikalana är en hampväxtart som beskrevs av Cyrus Longworth Lundell. Celtis tikalana ingår i släktet Celtis och familjen hampväxter. Inga underarter finns listade i Catalogue of Life.